# Steven Poole
Steven Poole (n. 1972) este un autor britanic și jurnalist. A scris cărțile Trigger Happy (2000, un studiu al esteticii jocurilor video ) și Unspeak (2006, despre limbajul politic și folosirea excesivă a termenilor încălzire globală, război contra terorii). Poole mai este și compozitor de muzică pentru documentare și filme scurte, cum ar fi filmul de scurt metraj EVOL.
A publicat (recenzii literare) în The Independent, The Guardian, The Times Literary Supplement, The Sunday Times sau New Statesman.